# ضرب المثل‌های افغانستان
ضرب‌المثل‌ها در سراسر افغانستان، هم در مباحث عامه و هم در گفت‌گوها، بخش ارزش‌مند صحبت‌کردن به‌حساب می‌رود. افغان‌ها «در گفت‌گوهای روزمره خود نسبت به غربی‌ها به مراتب از ضرب المثل‌های بیشتر استفاده می‌کنند و تأثیرات بزرگ‌تری نیز دارد». بیشترین تعداد ضرب‌المثل‌ها در زبان‌های افغانی در پشتو و دری است که دو زبان رسمی افغانستان نیز می‌باشند.
پشتو زبان مادری بزرگ‌ترین قوم افغانستان یعنی پشتون‌ها است، این قوم در کشور پاکستان نیز دومین قوم بزرگ می‌باشد. زبان پشتو دارای بیشترین و قدیمی‌ترین مجموعه ضرب‌المثل‌ها است. زبان دری شاخه‌ای از زبان فارسی است که در ایران و تاجیکستان نیز به آن تکلم می‌شود. برای مطالعهٔ وسیع‌تر و زمینهٔ ضرب‌المثل‌های افغانی، این ضرب‌المثل‌ها باید با ضرب‌المثل‌های فارسی از ایران (که در این رابطه چندین جلد به زبان انگلیسی موجود است) و با ضرب‌المثل‌های تاجیکی از تاجیکستان (مانند، مقایسه با آن‌هایی که در Bell 2019 وجود دارد) مقایسه گردد.

## مجموعه‌ها

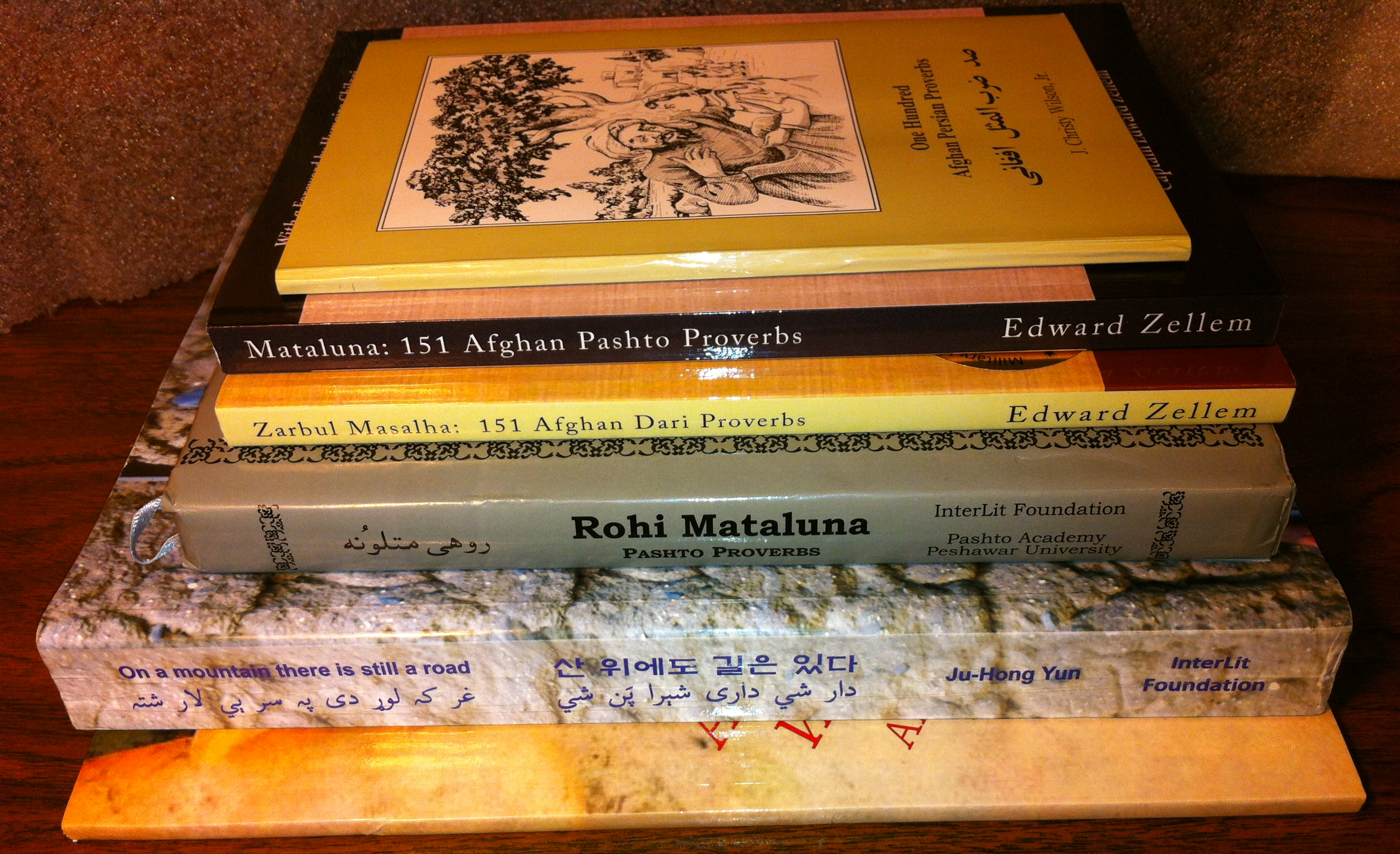
مجموعه‌ای از کتب اخیر که شامل گردایه‌ای از ضرب‌المثل‌ها به سه زبان افغانستان اند.

ترجمه انگلیسی مجموعه‌های ضرب‌المثل‌های زبان‌های افغانی حد اقل برای چهار زبان افغانی در دسترس است: دری، پشتو، پشه‌ای و بلوچی. مجموعه ضرب‌المثل‌های پشتو، دری و پلوچی با رسم خط عربی را می‌توان از لینک‌های که در اخیر این مقاله گذاشته شده است دانلود نمود.
دری: دو مجموعه اصلی از ضرب‌المثل‌ها به زبان دری چاپ شده است، که تداخل‌های میان آن‌ها وجود دارد. کتاب اولی مجموعه ۱۰۰ ضرب المثل توسط جی. کریستی ویلسون است، که تحت عنوان یک صد ضرب‌المثل فارسی افغانستان به چاپ رسید، این فهرست (بدون امتیاز) در سایر منابع تولید شده است. تازه‌ترین مجموعه ضرب‌المثل‌های دری عبارت از نسخه سوم مجموعه ادوارد زیلیم کپیتان نیروهای دریایی ایالات متحده است، این نسخه به ۱۵۱ ضرب‌المثل قبلی که در نسخه ۲۰۱۲ وجود داشت اضافه شده است و هم‌چنین ۵۰ ضرب المثل دیگر به‌صورت آنلاین شریک ساخته شده است. نسخه ۲۰۱۲ این کتاب در سال ۲۰۱۳ جایزهٔ را از جامعه نویسنده‌گان نظامی آمریکا برنده شد. ۳۸ ضرب‌المثل از میان ۱۵۱ ضرب‌المثل که در نسخه ۲۰۱۲ بیان شده بود، برای یک نسخه دارای تصاویر رنگه به‌منظور آموزش زبان توسط مخاطبین مشهور تر انتخاب گردید (زیلیم 2012a). این نسخه با فارمت جدید به زبان‌های متعددی ترجمه و چاپ شده است. از جمله، انگلیسی، روسی (زیلیم 2013a)، آلمانی (زیلیم 2013b)، فرانسوی (2013c) و فنلاندی. گزارش‌های وجود دارد، که کتاب ضرب‌المثل‌ها که مجموعهٔ از ۱٬۱۵۲ ضرب‌المثل دری است و توسط مولانا خال محمد خسته گردآوری شده است، در ۱۹۸۳ میلادی به چاپ رسیده بود (کرینبروک ۲۰۱۰:۳۱۷). هم‌چنین یک مجموعه از ضرب‌المثل‌های دری با ترجمه آلمانی توسط نور نجرابی تحت نام Afghanische Redensarten und Volksweisheiten گردآوری شده است.
پشتو: تازه‌ترین منبع در دسترس از ضرب‌المثل‌های زبان پشتو، یکی از دو زبان اصلی در افغانستان، عبارت از مجموعه ۱۵۱ ضرب‌المثل است که توسط زیلیم گردآوری شده است. یک مجموعه بزرگ‌تر از ضرب‌المثل‌های پشتو عبارت از مجموعه ۱٬۳۵۰ ضرب‌المثل توسط بارلوتی و ختک (۲۰۰۶) است، این مجموعه یک نسخه بازنگری شده و توسعه یافته از یک کار قدیمی‌تر است که توسط تایر و ادوردز (۱۹۸۲) انجام شده بود. انیولدسین ۱۰۰ ضرب‌المثل و ۱۰۰ شعرهای عام‌یانه تاپاس (۱۹۶۷) را منتشر کرد. یک نسخه قدیمی‌تر از آن توسط بینوا (۱۹۷۹) چاپ شده بود. یک منبع قدیمی‌تر که حاوی ۴۶۰ ضرب‌المثل پشتو می‌باشد عبارت از توربرن (۱۸۷۶) است، وی این ضرب‌المثل‌ها را در صفحات ۲۳۱–۴۷۳ کتاب خود گنجانده بود. یکی دیگر از مجموعه‌های که به چاپ رسیده است، کتاب «نقلونه»: برخی ضرب‌المثل‌ها و پندهای پشتو اثر بویل از ۱۹۲۶ می‌باشد. تازه‌ترین مجموعه چاپ شده ضرب‌المثل‌های پشتو حاوی ۱۵۱ ضرب‌المثل است که توسط گوینده‌گان پشتو از طریق اینترنت و توییتر شریک ساخته شده است (زیلیم ۲۰۱۴). گزارش‌های وجود دارد که نوری یک مجموعه از ضرب‌المثل‌های پشتو را از پشتو تولنه در ۱۹۱۰ به چاپ رسانده است (کرین‌بروک ۲۰۱۰:۱۵۱). حدود ۵۰ صفحه ضرب‌المثل‌های پشتو که به ترتیب موضوع تنظیم شده است در رساله دوکتورای بارلوتی موجود است. سه جلد کتاب دیگر نیز در رابطه به ضرب‌المثل‌های پشتو در پاکستان به چاپ رسیده است، جلد نخست آن توسط ام.ام.ک. شنواری تحت عنوان د متلونو قصی (داستان‌های ضرب‌المثل‌ها) در ۱۹۹۹ به چاپ رسید. دو جلد دیگر نیز در پاکستان چاپ شده است که هر دوی آن اثر ام.ای. لشکر می‌باشد، ولسی متلونه (ضرب‌المثل‌های مشهور) در ۲۰۰۵‏ و د متلونو قصی: تیر په هیر باقی روزگار (داستان‌های ضرب‌المثل‌ها: قدیمی فراموش شده، جدید پذیرفته شده) در ۲۰۰۹ میلادی. مجموعهٔ دیگر از ضرب-المثل‌ها وجود دارد که توسط بویل در ۱۹۲۶ تهیه شده است. نور ثناءالدین که یک پژوهش‌گر ضرب‌المثل‌های پشتو است تمامی مجموعه‌های موجود ضرب‌المثل‌های پشتو را باهم مقایسه نموده است.
پشه‌ای: پشه‌ای یک زبان کم‌تر آشنا است که گوینده‌گان آن در شرق کابل زندگی می‌کنند. یک کمیته محلی که با یون(Yun) کار می‌کرد، مجموعهٔ از ۱۷۱ ضرب‌المثل را در ۲۰۱۰ گردآوری نمودند، که هر کدام آن‌ها به زبان‌های انگلیسی، کوریایی و پشتو ترجمه شده است. لهر(Lehr) به تجزیه و تحلیل بُعد دستور زبان، استفاده از ضرب‌المثل پرداخته است.
بلوچی: بدلخان تعدادی از ضرب‌المثلهای بلوچی، زبانی که در دو سوی مرز افغانستان و پاکستان با آن صحبت می‌شود، را در مقاله خود به انلگیسی ترجمه نموده و بیشتر بر ضرب‌المثل‌های تمرکز نموده است که به داستان‌های مشخص مرتبط هستند (۲۰۰۰). وی هم‌چنین چندین مجموعه چاپ شده ضرب‌المثل‌های بلوچی را نیز ذکر می‌کند، اما تمامی آن‌ها به زبان بلوچی منتشر شده‌اند. شش ضرب‌المثل در صفحات آخر (۲۰۳ و ۲۰۴) کتاب مشهور ۱۹۰۷ دیمز تحت عنوان شهرهای مشهور بلوچ‌ها ذکر شده است.
علاوه بر این نشریات که به زبان انگلیسی در دسترس هستند، مقالاتی در مورد ضرب‌المثل‌های زبان‌های که در افغانستان صحبت می‌شوند وجود دارد که به سایر زبان‌ها چاپ شده‌اند. این نشریات شامل:
- مقالهٔ در مورد ضرب‌المثل‌های ویگلی به زبان جرمنی (بودروس ۱۹۹۲)
- مقالهٔ در مورد ضرب‌المثل‌های قرغیزی در افغانستان به زبان فرانسوی (دور ۱۹۸۲)

## مشترکات
زمانی‌که تعاملات میان افراد وجود داشته باشد، ضرب‌المثل‌ها نیز در میان زبان‌های آن‌ها مشترک می‌باشد. برخی مثال‌های از ضرب‌المثل‌های مشترک در میان زبان‌های افغانستان قرار ذیل است:
- «کوه هر چقدر بلند هم که باشد، راه دارد» در زبانهای دری، پشه‌ای و پشتو وجود دارد.
- «زخم شمشیر/تفنگ می‌رود، اما زخم زبان نه» در زبان‌های دری، پشه‌ای و پشتو وجود دارد.
- «اگر می‌خواهی فیل/شتر داشته باشی، دروازه خود را بلند بساز» در زبان‌های دری، پشه‌ای و پشتو وجود دارد.
- «دشمن دانا بهتر از دوست نادان است» در زبان‌های دری، پشه‌ای و پشتو وجود دارد، اما ریشه این ضرب-المثل به الغزالی، شاعر فارسی‌زبان قرن یازدهم میلادی، نسبت داده می‌شود.

ضرب‌المثل‌های افغانستان گفتارهای قطعی و تنها قدیمی نیستند. به عنوان مثال ضرب‌المثل معروف در زبان پشتو (بارلوتی و ختک ۲۰۰۶: ۲۶۴) و دری (ویلسون ۲۰۰۲: ۳۲) وجود دارد که، «زخم شمشیر می‌رود، اما زخم زبان نه». این ضرب-المثل در زبان پشه‌ای نیز وجود دارد، اما سلاح جدید در آن ذکر شده است، «زخم شدید تفنگ درمان خواهد شد، اما زخم شدید زبان درمان نخواهد شد» (یون ۲۰۱۰: ۱۵۹). مثالی دیگر از ضرب‌المثل‌های جدید، ضرب‌المثل امروزی پشه‌ای است که می‌گوید، «سلاح که مرمی نداشته باشد دو نفر را می‌ترساند»، در حالی‌که شکل قدیمی‌تر این ضرب‌المثل در زبان پشتو وجود دارد و در سال ۱۸۷۶ به چاپ رسیده است، «با یک کمان شکسته دو نفر در ترس هستند» (۱۸۷۶:۴۰۸).
هرچند جای تعجب نیست، اما ضرب‌المثل‌های مستند شده از چهار زبان افغانستان دارای اصطلاحات مشترک هستند، مانند، «شتر»، «کوه» و «فقر».
یافتن ضرب‌المثل‌های که منعکس کننده سنت‌های اسلامی افغانستان است، اصلاً جای تعجب ندارد، مانند:
- «قرآن را هرچه بیشتر بخوانی، همان قدر خوب است» پشتو (توربرن ۱۸۷۶:۳۷۴)
- «این شمشیر است که از اسلام محافظت می‌کند» پشتو (بارلوتی و ختک ۲۰۰۶:۳۶)
- «سلام کردن نشانه ایمان حقیقی است» (ویلسون ۲۰۰۲:۵۱)
- «در کودکی بازی می‌کنی، در جوانی عشرت می‌کنی، در پیری ناتوان هستی؛ پس چه وقت خدا را عبادت می‌کنی»؟ دری (ویلسون ۲۰۲۲:۵۴)
- «جسم خود را تمیز کرده‌ی، روح خود را چه‌گونه تمیز خواهی کرد»؟ پشتو (بارلوتی و ختک ۲۰۰۶:۴۸)

عنصر مشترک در میان ضرب‌المثل‌های افغانستان این است که برخی از آن‌ها به داستان‌ها نسبت داده می‌شوند (هرچند این امر تنها منحصر به افغانستان نیست). ضرب‌المثل‌های که از داستان‌ها نشأت می‌گیرند در زبان پشتو (توربرن ۱۸۷۶:۳۱۴)، زبان دری (زیلیم 2012b:۱۵۳)‏ و زبان پلوچی (بدلخان ۲۰۰۰) یافت می‌گردند.

## تحلیل ضرب‌المثل‌های افغانی
در رابطه به زبان‌های افغانی، قبل از تحلیل و تجزیه ضرب‌المثل‌ها نخستین چالش گردآوری آن‌ها است. در رابطه زبان پشتو که بیشترین و قدیمی‌ترین مجموعه ضرب‌المثل‌ها را دارد، دو رساله وجود دارد که رابطه میان ضرب‌المثل‌ها و فرهنگ آن‌ها را مورد تجزیه و تحلیل قرار داده است. (هرچند هر دو پروژه با گوینده‌گان زبان پشتو در مناطق مرزی مربوط به پاکستان انجام شده است، اما انتظار می‌رود تا یافته‌های این پروژه‌ها بالای پشتو زبان‌ها که در مرز مربوط به افغانستان زندگی می‌کنند نیز تطبیق گردد). نخستین ضرب‌المثل در مورد «پشتونوالی» به معنی «روش پشتون‌ها» بود، … اصول اخلاقی شامل قانون عرفی، اخلاقیات، منش و مفهوم میراث اجدادی که با «پشتون بودن» مرتبط است. رساله دومی استدلال می‌نماید که ضرب‌المثل‌های پشتو شامل یک نظریه پدرسالارانه و ایدئولوژی جنسیتی بوده و آن‌ها را ترویج می‌کند. هویت و نقشی جنسی که در ضرب‌المثل‌های پشتو نهفته است در یک ارایه (پریزنتیشن) که در حد یک مقاله می‌باشد، تشریح شده است. بر علاوه، مقالهٔ در رابطه به موقف زنان که در ضرب‌المثل‌های پشتو دیده می‌شود نیز وجود دارد. ضرب‌المثل‌های پشتو هم‌چنین برای نشان‌دادن رویه‌های مرتبط به ازدواج نیز مورد مطالعه قرار گرفته است.
کوهستانی رسالهٔ نوشته است که نشان می‌دهند چه‌گونه یادگیری ضرب‌المثل‌های دری به اروپایی‌ها در راستای دانستن فرهنگ افغانستان کمک می‌کند.
استفاده از ضرب‌المثل‌ها و سایر هنرهای زبان هنگام صحبت پیرامون جنگ و بی‌ثباتی در افغانستان، موضوع مطالعه توسط مارگریت میلز است.

## ارجاعات
1. ↑  Edward Zellem 2012b: i)
2. ↑  Concise English Afghan Dari Dictionary & Proverbs, Behzad Book Center
3. ↑  «Wilson's 100 proverbs». بایگانی‌شده از اصلی در ۸ دسامبر ۲۰۱۵. دریافت‌شده در ۲ دسامبر ۲۰۲۱.
4. ↑  Edward Zellem. 2015. Zarbul Masalha. Tampa, FL: Cultures Direct.
5. ↑  Lynch, Ruth. 2016. Review of Zarbul Masalha: 151 Afghan Dari Proverbs. Online access to review بایگانی‌شده  در ۱۵ اوت ۲۰۱۷ توسط Wayback Machine
6. ↑  2013 award by MWSA بایگانی‌شده  در ۲۰۱۳-۱۰-۰۴ توسط Wayback Machine
7. ↑  Zellem 2012a
8. ↑  translations into a number of languages
9. ↑  Noor Nazrabi. 2014. Afghanische Redensarten und Volksweisheiten, with illustrations by Moshtari Hillal. Hamburg: Afghanistik Verlag.
10. ↑  Mataluna: 151 Afghan Pashto Proverbs. 2014. Tampa: Cultures Direct.
11. ↑  Kulberg, Eve. 2015. Review of Mataluna: 151 Afghan Pashto Proverbs. Online access.
12. ↑  Leonard Bartlotti. 2000. Negotiating Pakhto: Proverbs, Islam and the Construction of Identity among Pashtuns. University of Wales: Ph.D. thesis. Web access
13. ↑  Shinwari, M. M. K. (1999). Da mataluno qisay (stories of proverbs). Peshawar: Master Printers, Mohalla Jangi.
14. ↑  Lashkari, M. A. (2005). Oulasi mataluna (Popular Proverbs). Peshawar: Zeb Art Publishers
15. ↑  Lashkari, M. A. (2009). Da mataluno qisay: Ter pa her baqi rozgar (Stories of proverbs: Old forgotten new adopted). Peshawar: Zeb Art Publishers.
16. ↑  Boyle, Cecil Alexander. 1926. "Naqluna": Some Pushtu Proverbs and Sayings. Allababad: The Pioneer Press.
17. ↑  Noor Sanauddin. 2016. Pashto Proverb Collections: A Critical Chronology. Pashto 45.651:57-72. Web access بایگانی‌شده  در ۲ دسامبر ۲۰۲۱ توسط Wayback Machine
18. ↑  p. 293. Lehr, Rachel. 2014. A descriptive grammar of Pashai: The language and speech of a community of Darrai Nur. Phd dissertation, University of Chicago.
19. ↑  scanned copy of Popular poetry of the Baloches
20. ↑  Zellem 2012b:153
21. ↑  p. iii. Leonard Bartlotti. 2000. Negotiating Pashto: Proverbs, Islam and the Construction of Identity among Pashtuns. University of Wales: Ph.D. thesis. Web access
22. ↑  Sanauddin, Noor. (2015) Proverbs and patriarchy: analysis of linguistic sexism and gender relations among the Pashtuns of Pakistan. University of Glasgow: PhD thesis. PDF of the dissertation
23. ↑  Khan, Qaisar, Nighat Sultana, Arab Naz. 2015. The Linguistic Representation of Gender Identities in Pakhtu Proverbs. NUML Journal of Critical Inquiry. 13 (2). Web access
24. ↑  Ikram Badshah and Sarfraz Khan. 2017. "Understanding the Status of Women through the Deconstruction of Sexist Proverbs in Pakhtun Society in Pakistan." THE 6th INTERNATIONAL ACADEMIC CONFERENCE ON SOCIAL SCIENCES pp. 25-29.
25. ↑  Badshah, Ikram and Sarfraz Khan. Understanding Pakhtun Society through Proverbs. Journal of Asian Civilizations Islamabad Vol. 38.2, (Dec 2015): 159-171.
26. ↑  Kohistani, Zahra. 2011. Understanding culture through proverbs. University of Amsterdam MA thesis. Online access
27. ↑  Mills, Margaret A. "Gnomics: Proverbs, Aphorisms, Metaphors, Key Words and Epithets in Afghan Discourses of War and Instability." Afghanistan in Ink: Literature Between Diaspora and Nation (2013): 229-253.